# Finn Juhl
Finn Juhl (født 30. januar 1912, død 17. maj 1989) var en dansk møbelarkitekt og arkitekt. Han blev uddannet på Kunstakademiets Arkitektskole 1930-1934 og virkede som lærer ved Skolen for Boligindretning 1945-1955.
Finn Juhl blev født 1912 i Frederiksberg, og døde i Ordrup i 1989. Faderen, Johannes Juhl (1872-1941), var tekstilgrosserer. Moderen, født Goecker, døde tre dage efter, at han blev født. Ud over faderen havde han også en to år ældre broder. Finn Juhl blev student fra Sankt Jørgens Gymnasium i 1930, og blev samme år optaget på Arkitektskolen på Det Kongelige Danske Kunstakademi i København. 1937 giftede han sig med tandlæge Inge-Marie Skaarup. Efter skilsmissen levede Finn Juhl sammen med Hanne Wilhelm Hansen frem til sin død i 1989.
Finn Juhl høstede stor anerkendelse i Danmark og internationalt for sit organiske, skulpturelle formsprog og for det frugtbare samarbejde med snedkermester Niels Vodder, der resulterede i banebrydende metoder og teknikker for fremstilling af træmøbler. Finn Juhls møbler er kendetegnet ved en udpræget fornemmelse for materialets iboende kvaliteter.
Finn Juhl var i høj grad eksponent for samspillet mellem kunst og formgivning/design. I sine hjem og på sine tegnestuer indrettede han sig gennem hele livet med værker af både danske og udenlandske kunstnervenner.
Udover møbler udførte Finn Juhl også brugskunst i glas, porcelæn og træ samt indretningsopgaver. Adskillige af Finn Juhls møbler er repræsenteret på museer i ind- og udland, og flere er stadig i produktion, hvoraf en del sælges i bl.a. USA og Japan. onecollection A/S overtog i 2001 rettighederne til at producere Finn Juhls møbler. I dag har virksomheden relanceret over 40 af Finn Juhls ikoniske designs, der markedsføres under navnet "House of Finn Juhl".
- 1942 byggede han sammen med Inge-Marie Skaarup huset på Kratvænget 15 i Ordrup for fælles midler. Huset er nabo til Ordrupgaard. På baggrund af en privat donation er huset blevet del af Ordrupgaard og er åbent som andre af museets faste udstillinger. Dørene åbnede for første gang for offentligheden d. 3. april 2008.
- 1951 designede Finn Juhl indretningen til Formynderskabsrådets sal i FN’s hovedkvarter i New York.
- 1951 Nakskov, Enehøjevej 260 (enfamiliehus til tømmerhandler M. Aubertin)
- 1956-61 Interiør til SAS' billetkontorer i Europa og Asien samt indretning af SAS' DC-8-fly.
- 2003 indstiftede Wilhelm Hansen Fonden Finn Juhl-prisen, der gives til personer, der har gjort en særlig indsats indenfor dansk møbeldesign/møbelarkitektur.

## Udvalgte udstillinger
- Snedkerlaugets Efterårsudstillinger fra 1937
- Dansk Kunsthåndværks årsudstillinger

## Galleri
- The Baker Sofa (1951)
- Ross kaffebord (1948)
- FJ-skænk (1955)
- BO101 (1953)
- Knoglestolen, 44-stol (1944)